# Chœur de l'Orchestre de Paris
Chœur de l'Orchestre de Paris (tj. Sbor pařížského orchestru) je amatérský smíšený pěvecký sbor sdružený s Pařížským orchestrem, který působí od roku 1976. Zaměřuje se na klasickou hudbu.

## Historie
Chœur de l'Orchestre de Paris byl založen v roce 1976 z iniciativy tehdejšího hudebního ředitele Pařížského orchestru Daniela Barenboima pod vedením Arthura Oldhama, žáka Benjamina Brittena.
Smíšený pěvecký sbor původně tvořilo 220 amatérských zpěváků. V roce 2002, kdy byl uzavřen Salle Pleyel uzavřena a Orchestre de Paris se dočasně přesunul do divadla Mogador, byl sbor snížen na 120 členů. V roce 2015 to bylo 130 sboristů.
Financování školení poskytuje Orchestre de Paris, se kterým sbor sídlí ve Philharmonie de Paris.
Sbor se účastní většiny symfonicko-sborových koncertů orchestru. V rámci účasti mohou sboristé získat další hudební a hlasovou průpravu.
V roce 2012 vznikla jako doplněk ke sboru Sborová akademie Pařížského orchestru, určená pro přípravu mladých zpěváků ve věku 18-25. V roce 2013 přibyl Komorní sbor, vyhrazený pro zkušené zpěváky, soubor, který vystupuje samostatně nebo ve spojení s hlavním sborem.
Od roku 2014 funguje také dětský sbor pro děti ve věku 9-14 let a od roku 2015 mládežnický sbor ve věku 15-18 let.
V květnu 2023 byl dirigentem sboru jmenován  na tříleté funkční období britský skladatel Richard Wilberforce.